# Scream (Band)
Scream ist eine US-amerikanische Hardcore-Band der 1980er-Jahre, die mit Veröffentlichungen auf dem Label Dischord Records aus Washington, D.C. bekannt wurde.

## Bandgeschichte

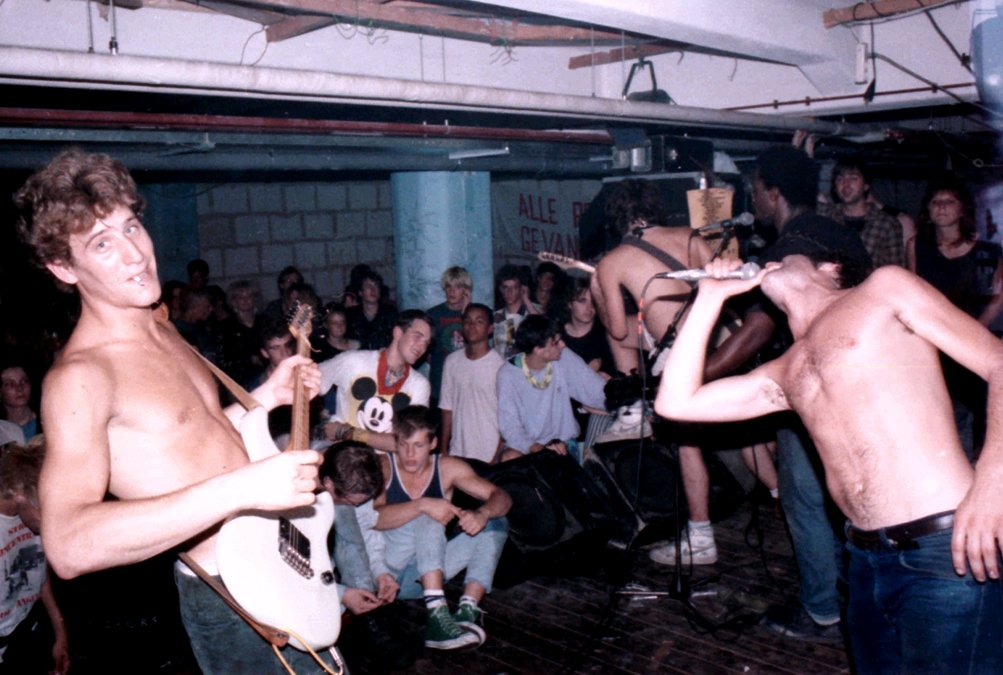
Scream im Jahr 1986; vorne: Franz und Peter Stahl, dahinter Davidson und Thompson

Scream wurden 1982 von den Brüdern Peter und Franz Stahl (Gesang und Gitarre), dem Bassisten Skeeter Thompson und dem Schlagzeuger Kent Stax in Virginia gegründet. Kurz darauf spielte die Band zusammen mit mehreren Produzenten, darunter Ian MacKaye, ihr erstes Album Still Screaming ein, das 1983 von Dischord Records veröffentlicht wurde, womit es das erste vollständige Studioalbum einer einzelnen Band auf diesem Label war.
Für ihr zweites Album This Side Up nahm die Band Robert Lee Davidson als zweiten Gitarristen als zusätzliches Mitglied auf. In dieser Formation wurde auch das 1987 veröffentlichte dritte Album Banging the Drum eingespielt. Nach der Veröffentlichung dieses Werks verließ Schlagzeuger Kent Stax die Gruppe. Stax war Vater geworden und widmete sich fortan dem Familienleben, weshalb ihn Dave Grohl als neuer Schlagzeuger ersetzte. Auf dem Reggae-Label RAS Records wurde 1988 das nächste Album veröffentlicht. Von einem Konzert in einem von Punks besetzten Haus namens Van Hall in Amsterdam erschien 1988 zudem das Live-Album Scream Live! At Van Hall. 1990 gingen Scream ein letztes Mal auf Europa-Tournee. Ihr Auftritt in der rheinhessischen Kleinstadt Alzey am 4. Mai 1990 im dortigen Musikclub Oberhaus wurde auf dem deutschen Indielabel Your Choice Records von Tobby Holzinger veröffentlicht. Noch im selben Jahr trennte sich die Band. Das kurz vor der Trennung aufgenommene Album Fumble, bei dem Dave Grohl in das Songwriting einbezogen wurde, veröffentlichte Dischord erst 1993. Zu diesem Zeitpunkt waren die Stahl-Brüder in der Gruppe Wool aktiv, während Grohl als Schlagzeuger von Nirvana international große Popularität erlangte.
Grohl veröffentlichte 1992 das Album Pocketwatch unter dem Pseudonym Late!, auf dem sich der Song Just Another Story About Skeeter Thompson befindet, der von einem Tourerlebnis mit Scream handelt. Franz Stahl war in den 90er Jahren einige Zeit Mitglied von Grohls späterer Band, den Foo Fighters.

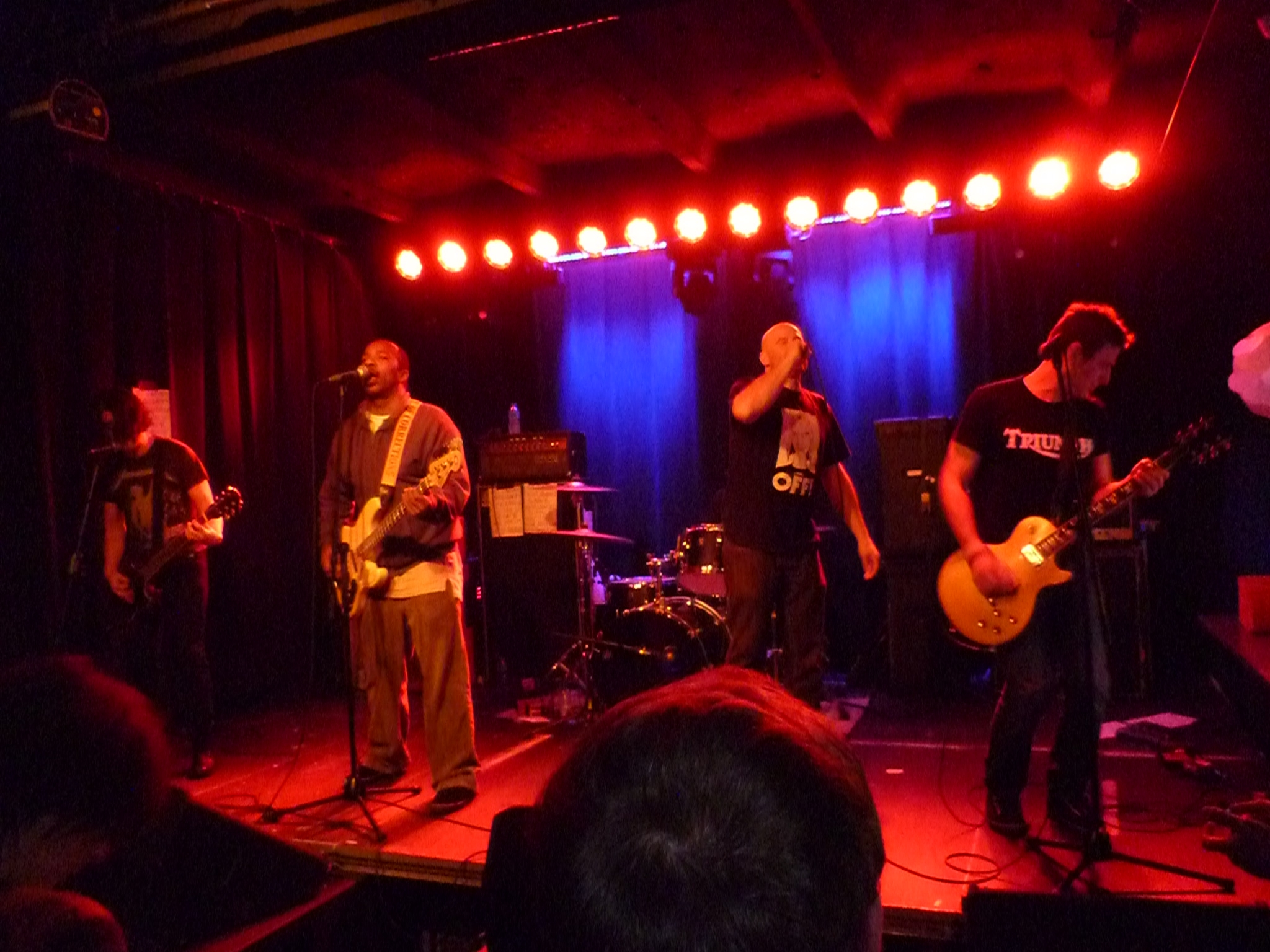
Scream (2012)

Im Dezember 2009 vereinigte sich Scream in der Besetzung Peter Stahl (Gesang), Franz Stahl (Gitarre), Skeeter Thompson (Bass) und Kent Stax (Schlagzeug) für einen Auftritt im Black Cat in Washington, D.C. wieder. Es folgten im Laufe des Jahres 2010 weitere Auftritte in den Vereinigten Staaten und am 16. August 2011 erschien eine EP mit dem Titel Complete Control Sessions, auf dem die Band sieben neue Stücke präsentierte. Im Januar und Februar 2012 folgte eine Tournee durch Europa, gefolgt von einigen wenigen Auftritten in Nordamerika.
Am 19. September 2023 kündigten Scream ihr neues Album DC Special an, an dem neben der Originalbesetzung der Band auch Gastmusiker wie Dave Grohl mitwirkten. Nur einen Tag nach der Ankündigung verstarb Schlagzeuger Kent Stax an Krebs. Sein Nachfolger wurde Jerry Busher, ehemaliger Tourschlagzeuger von Fugazi.

## Diskografie
- 1983: Still Screaming (Dischord)
- 1985: This Side Up (Dischord)
- 1987: Banging the Drum (Dischord)
- 1988: No More Censorship (RAS Records)
- 1993: Fumble (Dischord)
- 2011: Complete Control Sessions (Side One Dummy)
- 2023: DC Special (Dischord)